# Heteropodagrion sanguinipes
Heteropodagrion sanguinipes – gatunek ważki z rodziny Heteragrionidae. Występuje w północno-zachodniej części Ameryki Południowej; jest endemitem Ekwadoru.